# Norabak
Norabak (en arménien Նորաբակ ; anciennement Mets Gharaghoyun puis Azizlu) est une communauté rurale du marz de Gegharkunik, en Arménie. Elle compte 269 habitants en 2008.